# Sistem înglobat

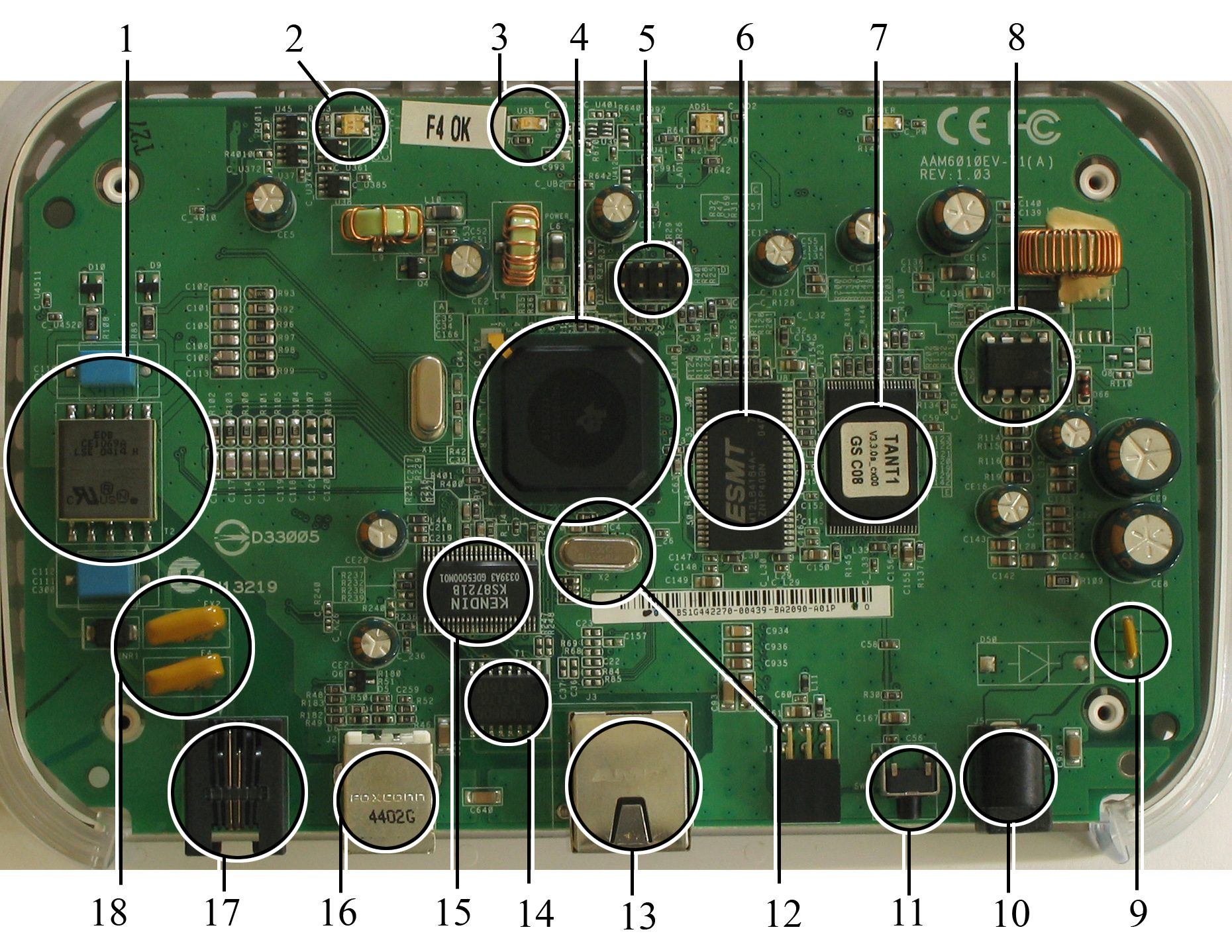
Exemplu de sistem înglobat modern: placa internă a unui modem/ruter ADSL. Printre componentele marcate se numără: un microprocesor (4), memorie RAM (6), memorie flash (7).

Termenul „sistem înglobat” sau „sistem încorporat” provine de la expresia engleză embedded system. Sistemul încorporat este o combinație de hardware (un mic calculator bazat pe un microprocesor sau microcontroler) și software specializat (software înglobat), proiectat să îndeplinească o anumită funcție, sau a câtorva sarcini, de obicei în timp real (aproape instantaneu). 
Unul dintre primele sisteme încorporate moderne a fost Apollo Guidance Computer (AGC) în 1967, sistemul de ghidare al misiunii lunare Apollo, dezvoltat la Massachusetts Institute of Technology (MIT). Fiecare misiune lunară a fost echipată cu două sisteme AGC, un sistem de ghidare inerțial și unul pentru modulul lunar. A fost primul sistem de calcul care a folosit circuite integrate.

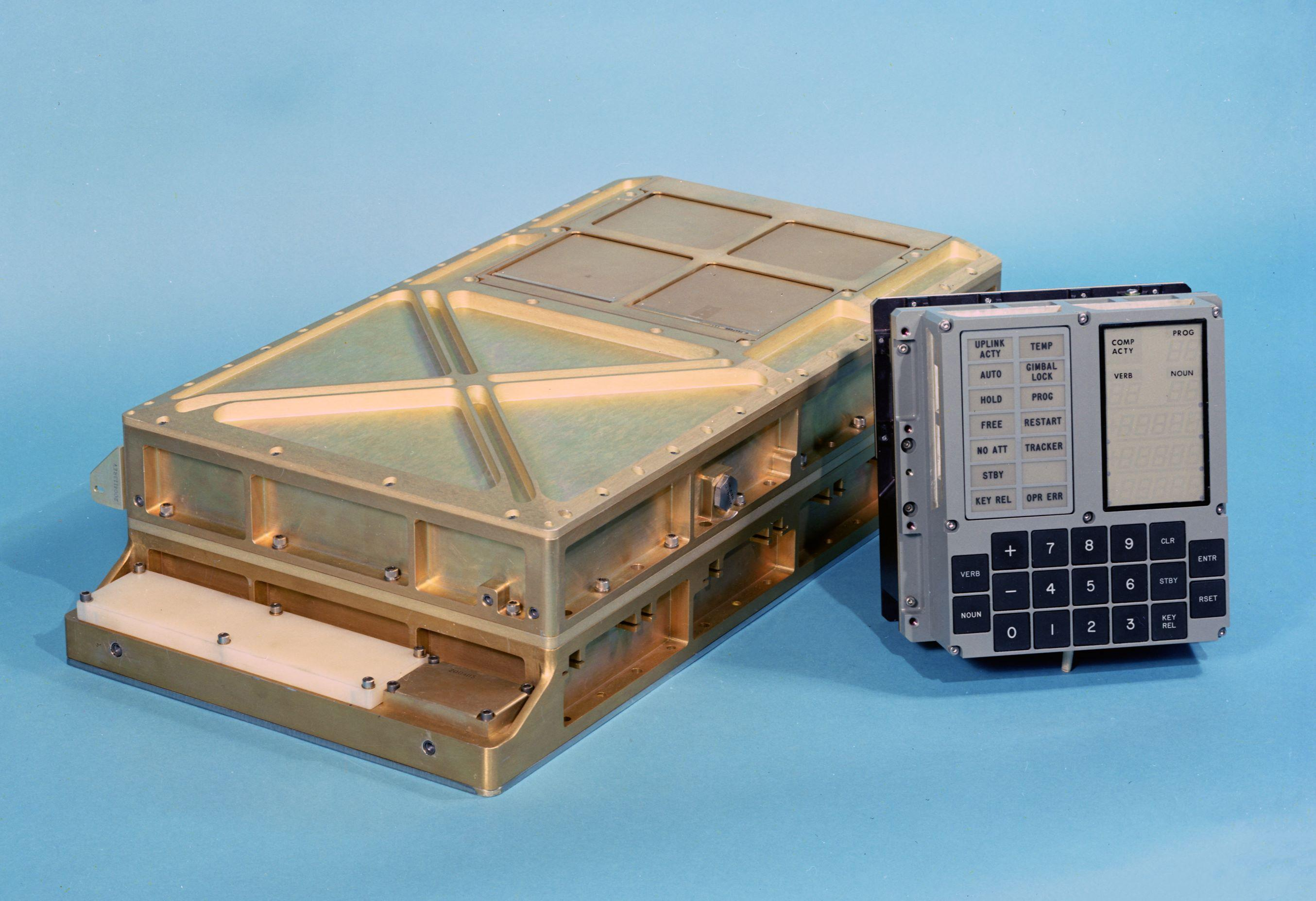
Apollo Guidance Computer

Primul vehicul de explorare a planetei Marte Mars Rover era dotat cu 5 microprocesoare Intel 8085 pe 8 biți. 
În zilele noastre termenul „sistem înglobat” nu mai este definibil în mod strict, deoarece toate aceste sisteme sunt deseori miniaturizate, flexibile, extensibile sau și programabile. Asta este cazul de exemplu încă de la micii asistenți digitali personali (PDA), care dispun deja de un sistem de operare, software și/sau firmware, de mai multe aplicații precum și de conectori pentru aparate periferice suplimentare. Cu atât mai mult la telefoanele mobile de tip smartphone etc. Un calculator de uz general este, de asemenea, alcătuit din numeroase sisteme încorporate. De exemplu, există un sistem încorporat la nivelul tastaturii, altul la nivelul plăcii video, apoi altele la nivelul modem-ului, hard disk-ului, plăcii de sunet, etc.

## Caracteristici
Caracteristica principală este abilitatea de a executa o sarcină anume, care uneori necesită un procesor extrem de rapid (sau chiar și mai multe). De exemplu, sistemele de control al traficului aerian ale unei țări pot fi văzute ca sisteme înglobate, deși pot conține calculatoare de tip mainframe precum și rețele întregi între aeroporturi și stațiile de radar (care și ele la rândul lor pot conține propriile sisteme înglobate ș.a.m.d.).

În prezent, sistemele înglobate sunt de obicei deosebit de rapide, miniaturizate, fiabile (sigure în funcționare) și convenabile ca preț, profitând de toate tehnologiile avansate și de producția în masă.
Un sistem înglobat este de obicei parte dintr-un dispozitiv mai mare, cu componente mecanice și hardware, constituind „inteligența” acestuia. Se deosebește de un calculator universal, cum este de ex. orice PC, care acoperă o largă paletă de aplicații. Într-un sistem încorporat, toate unitățile se asamblează și lucrează împreună în funcție de program. 

### Procesoare
Procesoarele încorporate pot fi împărțite în două categorii largi: 
- Microprocesoare (μP) - utilizează circuite integrate separate pentru memorie și periferice. Spre deosebire de piața calculatoarelor personale, se utilizează multe arhitecturi de bază ale CPU. Sunt folosite atât arhitectura Von Neumann, cât și arhitectura Harvard. Se găsesc procesoare RISC, precum și procesoare non-RISC. Cele mai multe arhitecturi provin din mai multe variante și forme diferite, dintre care multe sunt fabricate de mai multe companii diferite. Pentru sistemele înglobate cu volum foarte mare de date sunt folosite system-on-chip (SoC), și single-board computer (SBC). SoC este un sistem cu un chip care conține toate circuitele electronice necesare pentru un sistem complet. SoC au în compoziție memorie (RAM și ROM), microprocesorul, interfețe periferice, interfețe I/O, convertoare și alte componente necesare sistemului. Acesta poate fi implementat ca un circuit integrat specific aplicației (ASIC) sau FPGA.
- Microcontrolere (μC) -„Inima” unui sistem înglobat constă de obicei dintr-un microcontroler sau dintr-un Digital Signal Processor (DSP).[3]. Microcontolerele au periferice pe cip, reducând astfel consumul de energie, mărimea și costul.

### Periferice
Dispozitivele periferice asigură comunicarea dintre sistemele incorporate și utilizator. 
- Interfețe de comunicație serial (SCI): RS-232, RS-422, RS-485 etc.
- Interfață de comunicație sincronă: I2C, SPI, SSC și interfața sincronă îmbunătățită (ESSI)
- Interfețe analogice: CNA și CAN).
- Serial Bus Universal (USB)
- Carduri de memorie: (SD, CompactFlash etc.)*Rețele: Ethernet, LonWorks etc.
- Fieldbus-uri: CAN-bus, LIN-bus, PROFIBUS etc.
- Timeri: PLL, Capture/Compare și procesoare de timp
- General Purpose Input/Output: (Intrare/Ieșire cu scop general) (GPIO)
- Convertor analogic-numeric/numeric-analogic (CAN/CNA)
- Porturi de depanare: Porturile JTAG, ISP, ICSP, BDM, BITP și DB9.

### Software
Software-ul înglobat al sistemului este conceput pentru a ține cont de disponibilitatea memoriei de sistem și a vitezei microprocesorului. Software-ul pentru sistem este scris într-un limbaj de nivel înalt și apoi compilat pentru a obține o funcție specifică într-o memorie nevolatilă din hardware.

## Clasificări
Există o mare diversitate de sisteme incorporate care realizează funcții foarte diferite.
Sistemele încorporate pot fi clasificate în două categorii:
Pe baza performanțelor și cerințelor funcționale:
- Sisteme autonome - playere MP3, camere digitale, console pentru jocuri video, cuptoare cu microunde, sisteme de măsurare a temperaturii etc.
- Sisteme în timp real - sistem în care timpul la care se furnizează ieșirile este semnificativ; sunt împărțite în două categorii: sisteme în timp real soft și sisteme în timp real hard. Marea majoritate a sistemelor în timp real sunt sisteme în timp real soft. (ex. telecomanda tv).
- Sisteme de rețea - sunt legate de o rețea pentru accesarea resurselor. Rețeaua conectată poate fi LAN, WAN sau internet. Conexiunea poate fi realizată prin cablu sau fără fir. Acest tip de sistem încorporat are cea mai rapidă creștere în aplicațiile de sisteme înglobate.
- Sisteme mobile - utilizate în dispozitive mobile, cum ar fi, telefoane mobile, camere digitale, PDA etc.

Pe baza performanțelor microprocesorului sau microcontrolerului:
- Sisteme la scară mică - sunt proiectate cu un singur microcontroler de 8 sau 16 biți, care poate fi activat de o baterie. Pentru dezvoltarea software-ului la aceste sisteme, principalele instrumente de programare sunt un editor, limbaj de asamblare, și un mediu de dezvoltare (IDE).
- Sisteme la scară medie - conțin un microcontroler de 16 sau 32 biți, RISC sau DSP, hardware și software de programare mai complex (C, C++, JAVA, Visual C++, RTOS, depanare, cod sursă, IDE.
- Sisteme complexe - au o complexitate foarte mare de hardware și software, care pot necesita ASIP,  PLA, IP-uri, procesoare SPARC sau configurabile. Acestea sunt folosite pentru aplicații de vârf care necesită co-design de hardware și software și componente care trebuie asamblate în sistemul final.[4]

## Domenii de aplicare
Domeniile în care găsim sisteme încorporate sunt din ce în ce mai numeroase și diferite, de la rachete și sateliți artificiali, până la rețele de calculatoare și electronice de larg consum.
Sistemele înglobate comandă și controlează multe aparate obișnuite actuale.
- Astronautică: rachete, satelit artificial, sondă spațială etc.
- Aparate electrocasnice: televiziune digitală, cuptor cu microunde, frigidere
- Armată: aparate de emisie-recepție, sateliți și sistemele de ghidare
- Industrie: robotică, sisteme de control distribuit în procesele industriale, automatizări industriale
- Echipamente medicale
- ATM, carduri bancare
- Tipărire: imprimantă multifuncțională, fotocopiator, scaner etc.
- Calculatoare: hard disk, unitate floppy, cititor de carduri de memorie, router, firewall, rețele etc.
- Metrologie
- Multimedia: consolă de jocuri, real-time audio/video
- Sisteme de securitate
- Comunicații: radar, sonar, telefon mobil, PDA, camere video digitale, smartwatch, smartglasses, receptoare GPS etc.
- Transport: automobile, aeronautică, căi ferate, supraveghere a traficului etc. Automobilele moderne conțin aproape 100 de procesoare în sisteme înglobate care rulează software complex încorporat: reglarea combustiei, controlul noxelor emise,sistem anti-derapare, monitorizarea consumului, transmisia automată, gestionarea afișajului de bord, multimedia etc. [6]